# Muttersholtz
Muttersholtz [mytəʁsɔlt͡s] est une commune française située dans la circonscription administrative du Bas-Rhin et, depuis le 1er janvier 2021, dans le territoire de la Collectivité européenne d'Alsace, en région Grand Est.

## Présentation
Cette commune, au nord du ried de Sélestat, au cœur historique du Grand Ried alsacien, desservie par la route départementale 21, se trouve dans la région historique et culturelle d'Alsace. Cet ancien village, promu petite ville à la Belle Époque allemande est l'un des plus importants centres du Ried de l'Alsace centrale. Muttersholtz, village consacré autrefois à l'agriculture et à l'élevage, à la transformation du lin et à la batellerie sur l'Ill et le Rhin, est connu pour avoir été un actif centre de production textile à domicile, il a été un des derniers bastions ruraux du kelsch, un tissu à l'origine en lin en carreaux multicolores, communément bleus ou rouges.

## Géographie

### Localisation
Muttersholtz se trouve à 7 km de Sélestat et fait partie du canton de Marckolsheim sur la route allant à Diebolsheim, comprenant les hameaux d'Ehnwihr et de Nieder-Rathsamhausen. La commune couvre une superficie de 1 267 ha.
La bourgade est installée à une altitude de 167 m en bordure de la basse terrasse rhénane, directement au contact du ried de l'Ill inondable, qui traverse à l'ouest la commune. La protection par digue est encore visible de Mussig au sud à Kogenheim au nord.
Dans les années 1970/1980, les occurrences de brouillards étaient estimées supérieures à 70 à 80 jours par année. Les nébulosités persistantes, voire les brumes matinales quasi-opaques autrefois, attestent de la faible ventilation du fossé rhénan. Durant les étés chauds, tout est désormais sec, il est vrai que bon an mal an les précipitations moyennes annuelles sont très inférieures à 600 mm d'eau. Mais les chutes locales de violentes pluies orageuses rendent aléatoires en maints endroits les apports hydriques. Les hivers étaient alors assez froids avec environ 80 jours de gel par an, alors que la couverture neigeuse ne dépassait que rarement 20 à 30 jours.

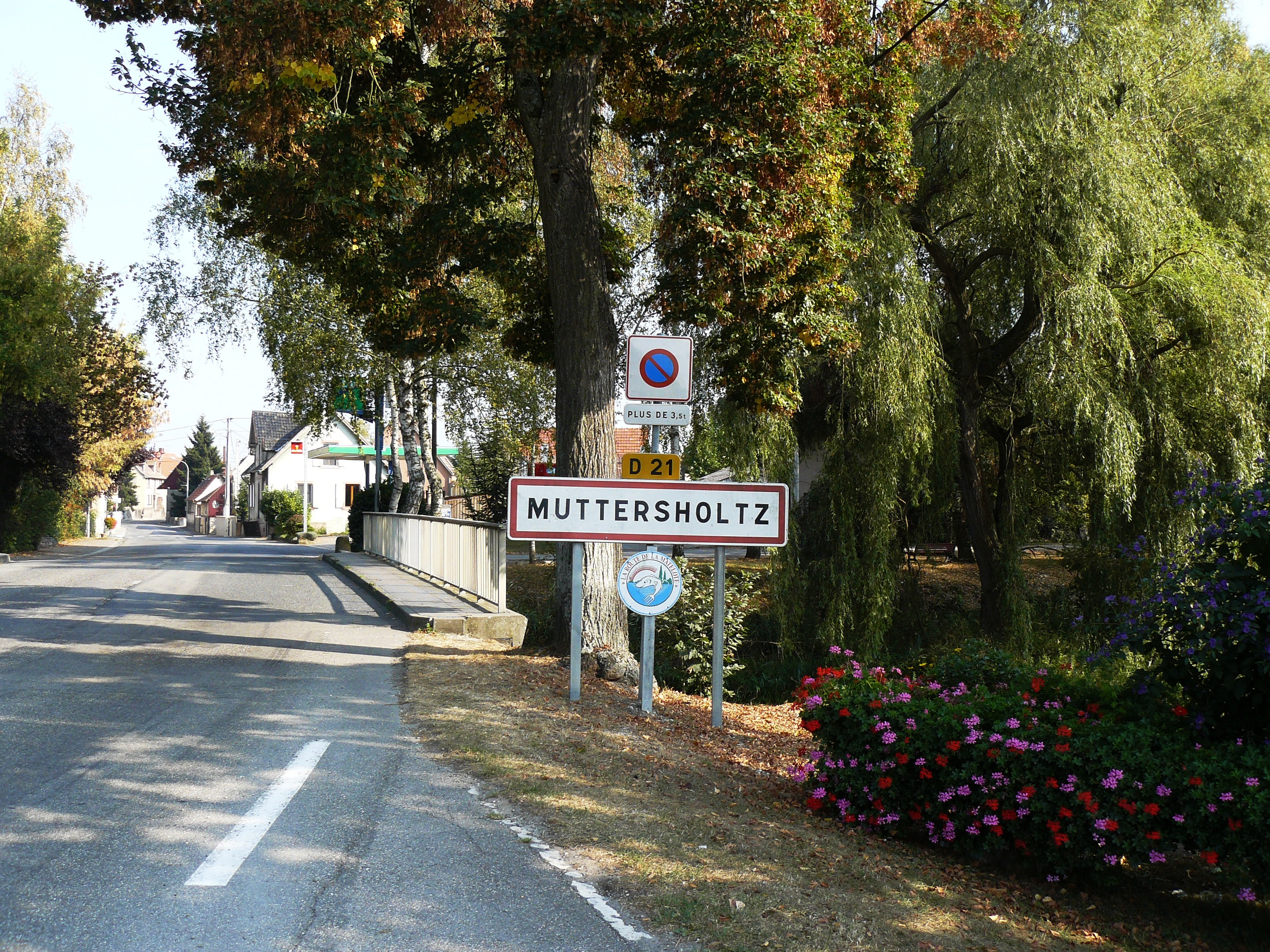
Entrée du village de Muttersholtz.

### Hameaux
Il existe à l'extrême ouest du  territoire communal deux hameaux dans le Ried de l'Ill :
- Ehnwihr, situé à la confluence de l'Ill et de la Blind sur des levées alluviales gallo-romaines[2], emplacement ensuite occupé au XIIIe siècle par le château de la célèbre et noble famille de ministériaux d'Empire alsaciens ;
- Rathsamhausen, situé entre Sélestat et Muttersholtz, sur une levée alluviale récente, probablement post-romaine et renforcées par des pierres apportées par bateaux, et adossée au cône du Giessen. Il existait un château qui a été le berceau de la famille noble des Rathsamhausen.

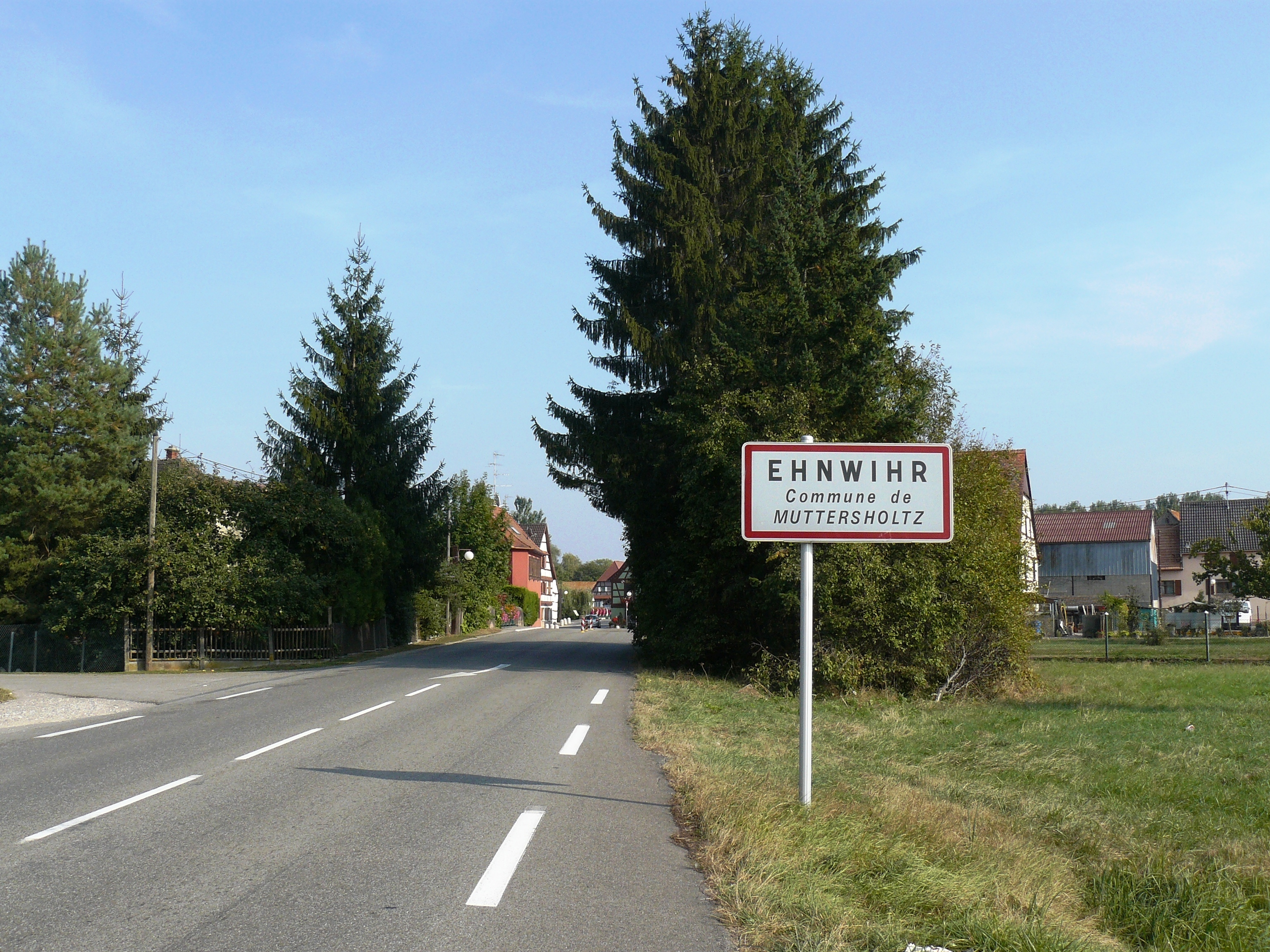
Entrée du hameau d'Ehnwihr (autrefois Ehnweyer) faisant partie de la commune de Muttersholtz.

### Communes limitrophes
| Ebersheim | Ebersmunster | Hilsenheim |
| Sélestat  | Muttersholtz | Wittisheim |
|           | Baldenheim   |            |

### Hydrographie

#### Réseau hydrographique
La commune est dans le bassin versant du Rhin au sein du bassin Rhin-Meuse. Elle est drainée par l'Ill, le ruisseau la Blind, le ruisseau le Friesengraben, le ruisseau le Daechertsgraben, le ruisseau le Hanfgraben, le ruisseau la Vieille Ill, le ruisseau le Fossgraben, le ruisseau le Landweggraben, le ruisseau le Langertsgraben, le ruisseau le Maerdergraben, le ruisseau l'Hambach et le ruisseau l'Hardtgraben,.
L'Ill, d'une longueur de 217 km, prend sa source dans la commune de Winkel et se jette  dans le Grand Canal d'Alsace à Offendorf, après avoir traversé 68 communes. 

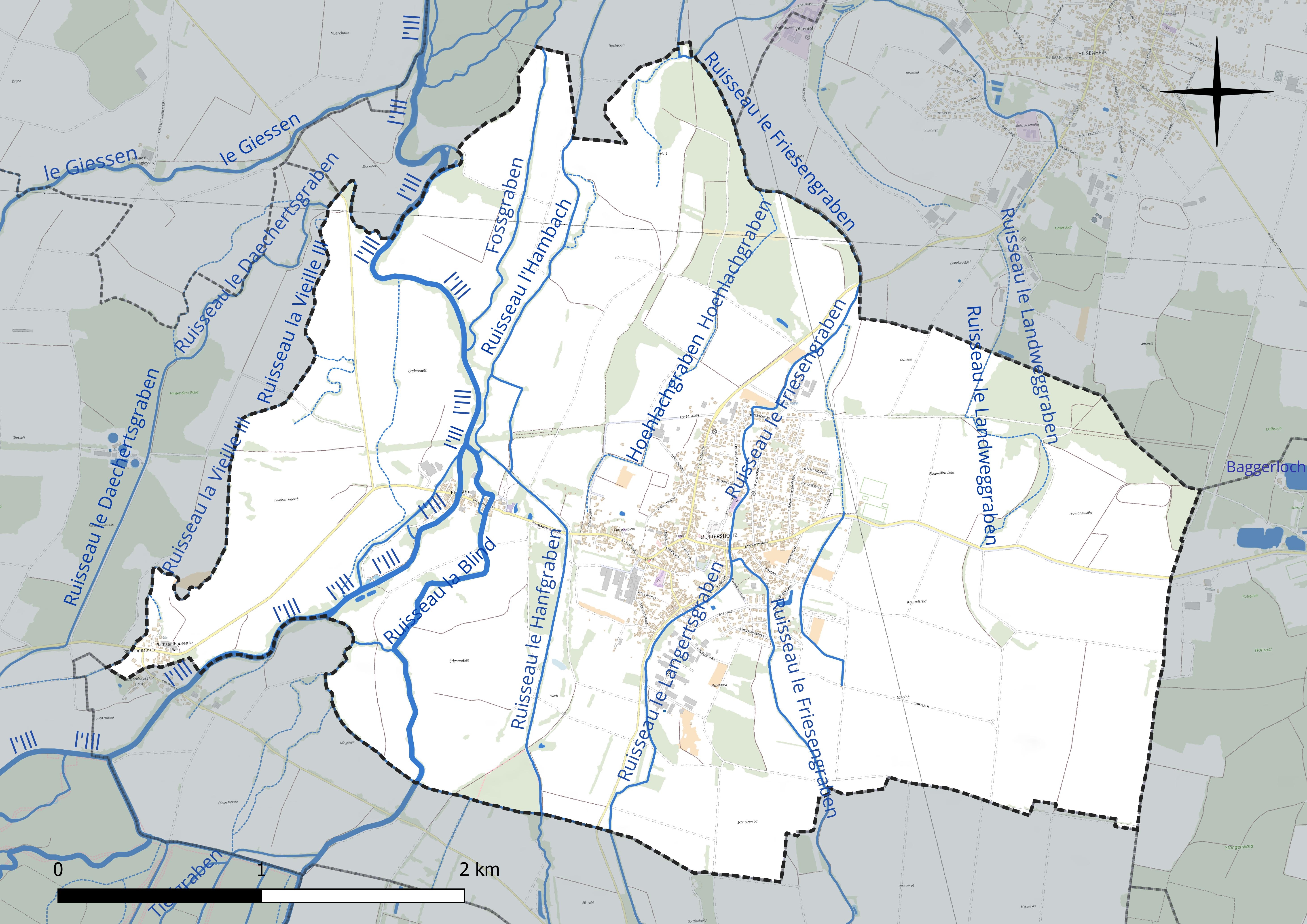
Réseau hydrographique de Muttersholtz.

La Blind, d'une longueur de 22 km, prend sa source dans la commune de Muntzenheim et se jette  dans l'Ill sur la commune, après avoir traversé douze communes. 
Le Friesengraben, d'une longueur de 12 km, prend sa source dans la commune de Baldenheim et se jette  dans le Bornen à Ebersmunster, après avoir traversé cinq communes. 

#### Gestion et qualité des eaux
Le territoire communal est couvert par le schéma d'aménagement et de gestion des eaux (SAGE) « Ill Nappe Rhin ». Ce document de planification concerne la nappe phréatique rhénane, les cours d'eau de la plaine d'Alsace et du piémont oriental du Sundgau, les canaux situés entre l'Ill et le Rhin et les zones humides de la plaine d'Alsace. Le périmètre s’étend sur 3 596 km2. Il a été approuvé le 17 janvier 2005. La structure porteuse de l'élaboration et de la mise en œuvre est la région Grand Est. 
La qualité des cours d’eau peut être consultée sur un site dédié géré par les agences de l’eau et l’Agence française pour la biodiversité. 

#### Risques d'inondation
La vallée de l'Ill comme l'ensemble du département a connu plusieurs inondations importantes. On peut citer au 20e siècle, les crues de 1910, 1919, 1947, 1955, 1983 et 1990 notamment qui ont causé de nombreux dégâts (destructions de ponts, inondations de zones industrielles et d’ agglomérations). Les inondations de l'Ill ont lieu essentiellement en période hivernale et printanière à la suite de pluies abondantes parfois associées à la fonte du manteau neigeux. Les crues de 1983 et de 1990 ont présenté une période de retour entre 20 et 50 ans. Afin d'anticiper et de gérer une éventuelle inondation, un Plan de prévention des risques d'inondation de l'lll  a été approuvé par arrêté préfectoral le 30 janvier 2020. 
70 % de la superficie du ban communal sont concernés par le risque inondation. Les principaux projets de développement de la commune doivent composer avec cette forte présence de l’eau. En outre, une bande d’inconstructibilité stricte en arrière digue a été définie, du nord au sud du territoire communal, pour prendre en compte le risque de rupture de la digue. Cette bande de sécurité arrière-digue, inconstructible affecte les propriétés bâties situées rue de la Digue, rue Welschinger et 
notamment le fond des parcelles appartenant aux Établissements Mathis.

### Climat
Pour des articles plus généraux, voir Climat du Grand Est et Climat du Bas-Rhin.
En 2010, le climat de la commune est de type climat océanique altéré, selon une étude du Centre national de la recherche scientifique s'appuyant sur une série de données couvrant la période 1971-2000. En 2020, Météo-France publie une typologie des climats de la France métropolitaine dans laquelle la commune est exposée à un climat semi-continental et est dans la région climatique  Alsace, caractérisée par une pluviométrie faible, particulièrement en automne et en hiver, un été chaud et bien ensoleillé, une humidité de l’air basse au printemps et en été, des vents faibles et des brouillards fréquents en automne (25 à 30 jours). 
Pour la période 1971-2000, la température annuelle moyenne est de 10,6 °C, avec une amplitude thermique annuelle de 17,8 °C. Le cumul annuel moyen de précipitations est de 562 mm, avec 7,3 jours de précipitations en janvier et 9,4 jours en juillet. Pour la période 1991-2020, la température moyenne annuelle observée sur la station météorologique de Météo-France la plus proche, « Sélestat Sa », sur la commune de Sélestat à 6 km à vol d'oiseau, est de 11,4 °C et le cumul annuel moyen de précipitations est de 621,1 mm. 
La température maximale relevée sur cette station est de 39,3 °C, atteinte le 13 août 2003 ; la température minimale est de −17 °C, atteinte le 20 décembre 2009,,. 
Les paramètres climatiques de la commune ont été estimés pour le milieu du siècle (2041-2070) selon différents scénarios d'émission de gaz à effet de serre à partir des nouvelles projections climatiques de référence DRIAS-2020. Ils sont consultables sur un site dédié publié par Météo-France en novembre 2022.

## Urbanisme

### Typologie
Au 1er janvier 2024, Muttersholtz est catégorisée bourg rural, selon la nouvelle grille communale de densité à sept niveaux définie par l'Insee en 2022.
Elle appartient à l'unité urbaine de Muttersholtz, une unité urbaine monocommunale constituant une ville isolée,. Par ailleurs la commune fait partie de l'aire d'attraction de Sélestat, dont elle est une commune de la couronne,. Cette aire, qui regroupe 37 communes, est catégorisée dans les aires de 50 000 à moins de 200 000 habitants,.

### Occupation des sols
L'occupation des sols de la commune, telle qu'elle ressort de la base de données européenne d’occupation biophysique des sols Corine Land Cover (CLC), est marquée par l'importance des territoires agricoles (81,8 % en 2018), en diminution par rapport à 1990 (83,7 %). La répartition détaillée en 2018 est la suivante : terres arables (34,9 %), prairies (34,7 %), zones agricoles hétérogènes (12,2 %), zones urbanisées (10,7 %), forêts (7,6 %). L'évolution de l’occupation des sols de la commune et de ses infrastructures peut être observée sur les différentes représentations cartographiques du territoire : la carte de Cassini (XVIIIe siècle), la carte d'état-major (1820-1866) et les cartes ou photos aériennes de l'IGN pour la période actuelle (1950 à aujourd'hui).

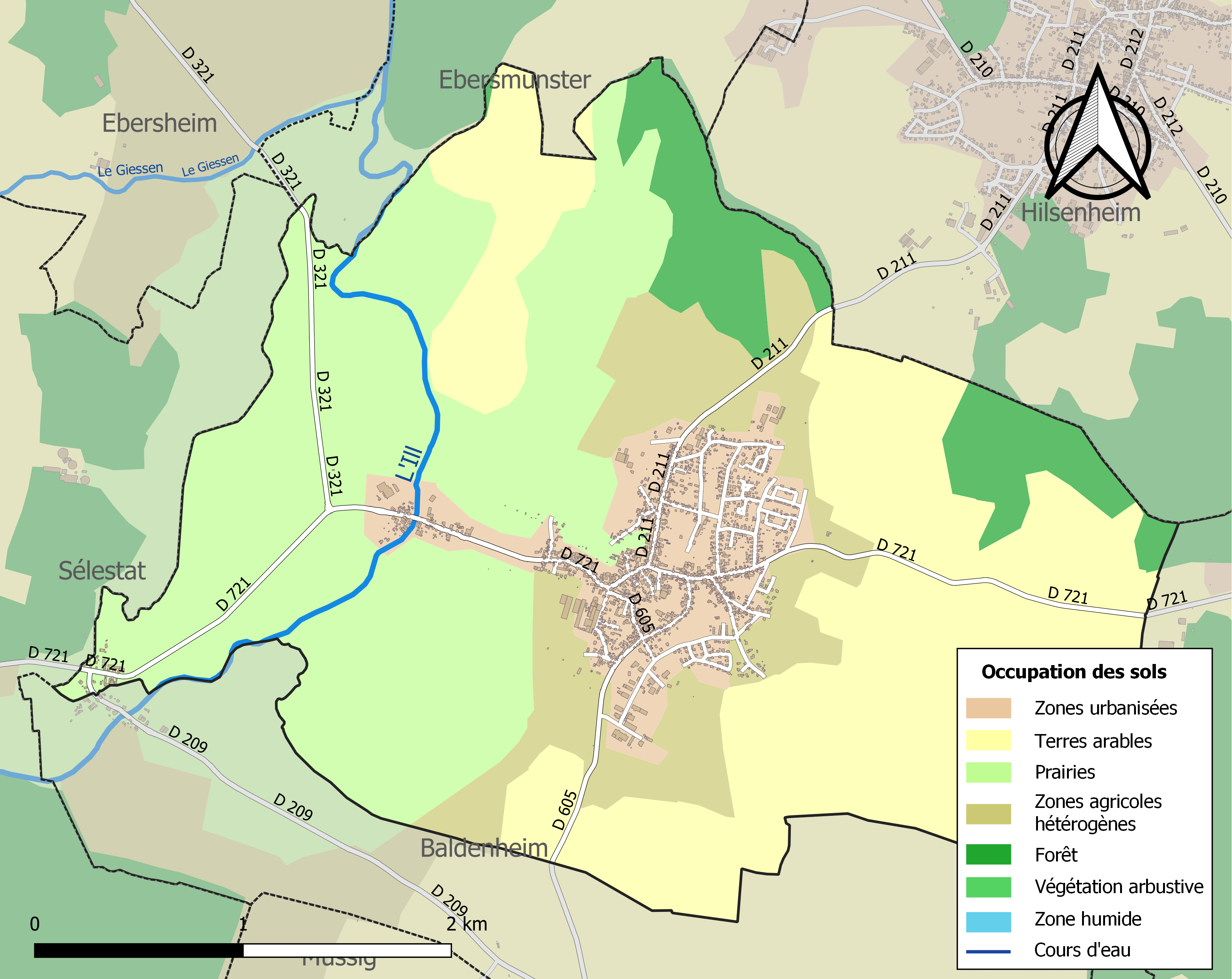
Carte des infrastructures et de l'occupation des sols de la commune en 2018 (CLC).

## Histoire

### Origine et histoire du paysage
Muttersholtz était un village agro-pastoral du Ried, autrefois perdu au milieu des eaux et des canaux aménagés. Les sols bruns de la basse terrasse à l'est de la commune semblent avoir porté des cultures plus ou moins temporaires, alors que les sols gris du Ried inondable apparaissent comme un réservoir de prairies plus ou moins boisées ou de pâturages ombrés, au temps lointains de l'élevage semi-nomade. Les communautés paysannes quasi-permanentes, justifiées par l'installation des bans mérovingiens, rationalisent la gestion de l'espace. Au début de l'été, le ried irrigué ou humide devient une vaste zone d'affouragement, alors que la pâture d'automne permet l'accueil provisoire des troupeaux revenus des chaumes parfois lointaines. Les zones de terrasses, dont les droits domaniaux des maîtres du pouvoir sont cédés moyennant dîmes et redevances, sont loties en parcelles de culture ou de jardinage cadastrées.
L'isolement des habitants lorsque les eaux étaient hautes est tel que le vocable d'Ried, littéralement les "Riedois" en français, avec une nette connotation péjorative de ce surnom (équivalent de "ceux qui sont au milieu des eaux, des marais"), s'applique encore parfois aux habitants de Mutterholtz et environs. Il est probable que les habitants de ce milieu n'étaient pas tous des résidents permanents, un grand nombre ayant la profession de marcaires ou de bateliers qui participaient une partie de l'année à de longues itinérances qui avec leurs troupeaux qui avec leurs bateaux chargés de diverses cargaisons. L'économie pastorale (trans)communautaire, fondée en partie sur les droits communaux, a lentement décliné à partir du XIIIe siècle jusqu'au XVIIe siècle et sporadiquement avant la fin de l'ancien régime.
La carte de Cassini au XVIIIe siècle représente Mütterholz en deux zones nettes, le village et sa frange orientale sur sa terrasse, marqué par un espace ouvert de champs sans végétation majeure et sans aucun obstacle remarquable, et la partie occidentale verdoyante, couverte de végétations variées (bosquets, prés humides) et de cours d'eau divagants, remplis d'obstacles concrets pour la vue au loin et la marche militaire.
Ce paysage au centre du Grand Ried, à la pointe occidentale du triangle Hilsenheim, Wittisheim et Sundhouse, a changé radicalement au cours du XIXe siècle par la régulation systématique des rivières corrélée à l'endiguement rhénan. Le canal de décharge de l'Ill près d'Erstein a rendu les rieds moins inondables régulièrement. Par l'effet du Grand Canal d'Alsace qui a permis l'extension de l'irrigation des ackerslands, il était inévitable que les eaux d'origine phréatique, envahissant périodiquement le grand réservoir alluvionnaire du Ried, alimentées à la fois par le Rhin et l'Ill, ainsi que leurs multitudes d'affluents locaux modestes, soient amoindries. La baisse de la nappe inévitable a changé l'aspect singulier du pays, que l'amateur retrouve parfois dans la poésie d'atmosphère d'un Jean-Paul de Dadelsen, nostalgique de son séjour de jeune écolier dans un cadre rural entre 1920 et 1923, lorsque son père y avait la charge de notaire.
La commune de Muttersholtz est connue pour avoir l'un des derniers bateliers du Ried qui fabrique lui-même ses barques.

### Mythe des origines, période antique
Muttersholtz se serait élevée, selon les historiens étymologistes du XIXe siècle, sur un bois consacré à une déesse (Bois de la mère ou Mutterholtz). Les ruines trouvées au canton de Dachsenrain semblaient rappeler un temple ou un monument à forme arrondie et reposant sur des fondements en brique. Selon la légende, Auguste César aurait rendu hommage à cette divinité du lieu, car la partie de la forêt où se trouvaient les débris de ces constructions a conservé en allemand la dénomination de Kaysersgarten ou jardin de l'empereur.
Il s'agit d'une belle historiette et d'un étymologie fantaisiste, puisque la forme ancienne du toponyme - ici inchangée et arbitrairement moderne - n'est pas connue, mais il est hautement plus probable que le terme corresponde à l'aménagement hydraulique gaulois ou gallo-romain, soit peut-être une levée de mère-roye ou rigole maîtresse.
La commune est bien limitée à l'est par la mythique "Heidenstraessel", voie probablement gauloise puis gallo-romaine, qui permet d'observer encore de nombreux sites de repos et temples antiques.

### Histoire médiévale
La première mention du village apparaît sur une charte archivée remontant apparemment d'après les signes à l'empereur Louis le Pieux. Mais il s'agit assurément d'une charte falsifiée, probablement écrite et adaptée par les religieux d'Ebersmunster qui possèdent le ban et ce village prospère à la fin du Xe siècle. Son texte est probablement une copie d'une donation assez vraisemblable, celle du légendaire duc d'Alsace Etichon ou Attic, au VIIe siècle, lors de la fondation de l'abbaye gestionnaire d'Ebersmunster, mais qui a été proscrite et n'a jamais été appliqué et reconnue sous le règne de Pépin et des Carolingiens, irascibles spoliateurs des intérêts étichonides. Les possessions attribuées par ce texte, semble-t-il approuvé par les Othonides plus tolérants, concernent la cour domaniale de Muttersholz et l'ensemble des propriétés des Nieder-Rathsamhausen.
Au XIIe siècle, l'abbaye d'Ebersmunster, seigneur temporel et spirituel, dispose toujours de l'église et d'une cour colongère. Le village passe au XIIe siècle aux seigneurs de Lichtenberg, qui possèdent aussi Ehnwihr et Ratsamhausen. En 1367, le seigneur de Lichtenberg le donne en fief aux nobles de Rathsamhausen-Ehnwihr, qui appuieront leurs prétentions à une vieille noblesse d'Empire sur ce fief jusqu'à la Révolution. La branche des Rathsamhausen dispose de deux châteaux, l'un à Ehnwihr (Ratsammhausen zum Ehnwihr) sur un îlot entre Blind et Ill, et l'autre à Rathsamhausen-le-Bas (Rathsamhausen zum Stein), ce qui témoignent de la puissance et de l'ancrage locale de cette famille noble, mais aussi de l'importance de la batellerie locale et des nombreux trafics à surveiller ou à taxer sur l'Ill. Ces deux hameaux font aujourd'hui partie de Muttersholtz.
La paroisse appartient au chapitre de Rhinau au début du XVIe siècle. Il passe à la Réforme en 1576. Il s'agit d'une paroisse intégralement protestante, même si le catholicisme revient sous la pression de l'autorité monarchique française en 1687, par volonté prudente d'un simultaneum. Ce partage de l'église locale entre une communauté protestante majoritaire et une communauté catholique réduite est attestée jusqu'en 1892. L'église devient protestante, faute de catholiques partis s'assembler vers une autre chapelle-sanctuaire du bourg prospère.
La guerre de Trente Ans apportant son lot de malheurs et de souffrance avait saigné complètement le bourg et fait disparaître, selon la légende, la plupart de ses habitants. Mais les habitants des zones dévastées partent puis reviennent, depuis la nuit des temps paysans. Ce qui n'est pas le cas du château emblématique de Ehnwihr ou "Ratsammhausen zum Ehnwihr", détruit par la garnison de Sélestat le 19 septembre 1632 puis incendié de fond en comble par les Suédois le 11 novembre de la même année.
La paix retrouvée, avec le traité de Nimègue en 1678, rattache le village à la France. Les communautés paysannes de la plaine sortent avec une perte de population estimée au tiers, une fois pris en compte les retours parfois différés dans le temps, mais beaucoup de gens revenus repartent des hameaux désertés. Le déclin est dramatique pour la rente foncière. Pour accroître les revenus des princes ou des seigneuries temporelles, le royaume de France souverain permet l'appel à des populations extérieures, germaniques, suisses, italiennes, autrichiennes pour repeupler quelques lieux désertés par les anciens habitants, partis ou morts à la suite de pestes, de famines pendant ou après les guerres successives.
Au XVIIe siècle, l'économie pastorale de transhumance commence à s'efface définitivement, pour laisser la place à l'essor de la batellerie sur l'Ill et le Rhin.
À partir du début du XIXe siècle, la commune connaît un lent développement de son activité textile grâce aux fabricants de Sainte-Marie-aux-Mines qui développent tardivement dans le village la filature et le tissage. La population tisserande, essentiellement protestante mais marginale par rapport au monde agricole dominant, participe de l'essor du village, autant sur un plan artisanal ou industriel qu'agricole, au début de ce siècle. En 1825, un cinquième de la population s'adonne au tissage en chambre (Weberei in der Stube), en particulier du lin. La qualité du travail traditionnel à façon effectué attire les fabricants de Mulhouse et de Sainte-Marie-aux-Mines, qui apportent et imposent le travail du coton. L'activité textile d'appoint s'accroît. Mais le travail à domicile décline après 1873, passant de 30 % en 1885 à 13 % en 1936, même s'il est de plus en plus spécialisé. Il était inévitable qu'une usine moderne vienne capter le savoir-faire, par ailleurs dévalorisé, des derniers maîtres-tisserands en s'installant au village avant l'orée du XXe siècle. En 1907, une importante usine de tissage emploie la moitié de la population du village, ouvrière ou cadre, rejointe chaque jour ouvrable par une centaine de migrants journaliers des villages environnants.
Au cours de la seconde partie du XIXe siècle, le passage de la voie ferrée et la construction d'une gare avait déjà fait émerger un petit centre régional entre 1860 et 1890. Le bourg compte un médecin, une pharmacie, un marché de grain et de bétail, une Caisse d'épargne, une Caisse d'avance publique (une des plus importantes d'Alsace moyenne au vu de la taille de la bâtisse). La Belle Époque allemande est véritablement une période prospère pour la vie locale, si on excepte l'activité textile et la petite agriculture autonomes.

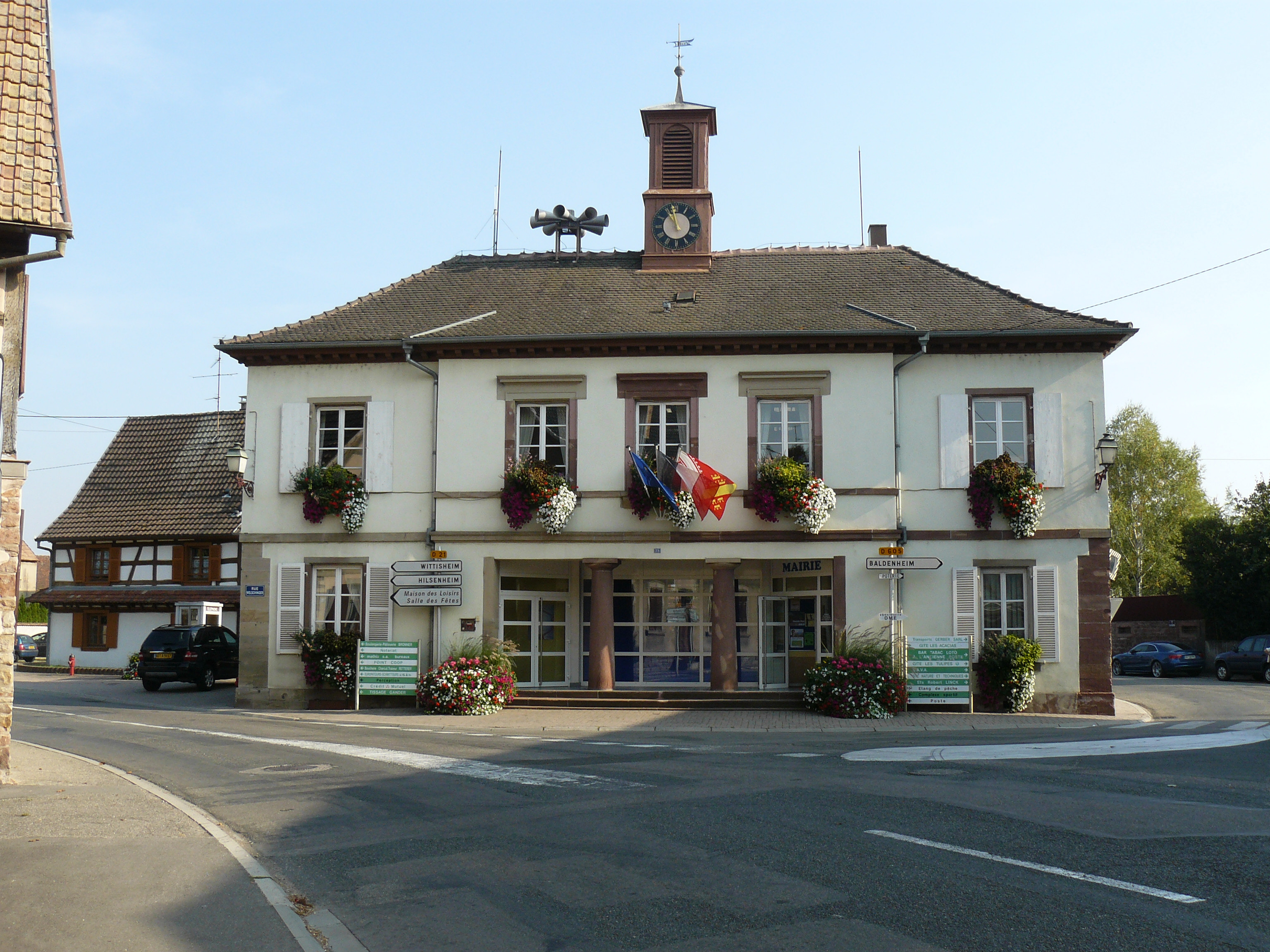
Mairie de Muttersholtz.

Il existe aussi à cette époque un moulin à huile et à chanvre ainsi qu'un moulin à blé. En 1898, on y installe à l'endroit une usine hydroélectrique. Ce bourg au commerce important, accueille trois communautés religieuses, catholique minoritaire, protestante majoritaire et juive (ultra)minoritaire.
Le déclin du textile durant l'Entre-deux-guerres confirme la baisse démographique initiée par l'exode rural. La dernière occupation nazie avant la Libération alliée de 1945 est une période noire, les déprédations suivies d'un pillage systématique laissent la modeste bourgade dans un état pitoyable et spectral. L'économie locale se tourne vers le piémont viticole exposé au sud. Mais l'agriculture locale régresse, le seuil des 10 % de la population active est rapidement franchi peu avant 1980, alors que la surface agricole utile perd 21 %. Les observateurs observent un recul des herbages de 1950 à 1979 avec un nombre d'exploitations chutant de 120 à 36 pour la même période. Muttersholz fait partie de la zone d'influence de Sélestat et d'Erstein, dès son adhésion au SIVOM de Sélestat.
Muttersholz en partie reconstruite et réaménagée, à la population puissamment renouvelée autour des années 1950, prend un caractère nettement résidentiel. L'essor de la commune se fait vers l'est de plus en plus sec, trois lotissements importants se construisent entre 1960 et 1980, mais une zone de remblaiement vers l'occident est observable entre le hameau de Ehnwihr et Muttersholz. Dès le début des années 1980, environ 70 % de la population active travaille à l'extérieur de la commune, dans le secteur des services et surtout de l'industrie, en particulier 30 % sur Sélestat et 6 % vers l'Allemagne fédérale voisine. L'ancien dynamisme de la bourgade se remarque encore en 1983 par la présence d'une entreprise de charpente, près de l'église, comptant 56 salariés, et d'un modeste ensemble corrélé de quatre petites entreprises de plus de 10 salariés.
La préservation de l'environnement du Ried alsacien, depuis plusieurs décennies en complet déclin, amène à la création en 1976 d'une "Maison de la Nature", dans le hameau d'Ehnwihr. Ce Centre d'Initiation à la Nature et l'Environnement, siège du centre permanent d'initiation à l'environnement ou CPIE, dépend de l'Université de Strasbourg et notamment des acteurs d'associations scientifiques liés au Musée d'histoire naturelle universitaire de Strasbourg. Il s'agit d'apporter une expertise sur l'évolution des milieux naturels, ainsi que faire naître une prise de conscience de la sauvegarde de biotopes menacées auprès du grand public, tout en assurant un développement des initiatives à différents niveaux locaux et micro-régionaux. C'est dans ce cadre qu'est envisagé depuis 2013 le jumelage de la commune avec celle des amérindiens Tekos de Guyane française de  Camopi.

## Politique et administration

### Liste des maires
| Période                                  | Période                   | Identité                  | Étiquette | Qualité                                               |
| ---------------------------------------- | ------------------------- | ------------------------- | --------- | ----------------------------------------------------- |
| Les données manquantes sont à compléter. |                           |                           |           |                                                       |
| 1799                                     | 1805                      | M. Baltzinger             |           |                                                       |
| 1805                                     | 1809                      | Frédéric Weichel          |           |                                                       |
| 1809                                     | 1813                      | M. Beyer                  |           |                                                       |
| 1813                                     | 1815                      | Frédéric Weichel          |           |                                                       |
| 1815                                     | 1820                      | Mathias Kellermann        |           |                                                       |
| 1820                                     | 1826                      | Jean Jacob Sigwald        |           |                                                       |
| 1826                                     | 1828                      | Jean Henri Kastler        |           | Notaire                                               |
| 1828                                     | 1840                      | Mathias Kellermann        |           |                                                       |
| 1840                                     | 1844                      | Gaspard Sigwald           |           |                                                       |
| 1844                                     | 1846                      | Jean Sigwald              |           |                                                       |
| 1846                                     | 1869                      | Mathias Kellermann        |           | Propriétaire                                          |
| 1869                                     | 1883                      | Jean Sigwald              |           |                                                       |
| 1883                                     | 1897                      | Jean Georges Kellermann   |           |                                                       |
| 1897                                     | 1901                      | Édouard Sigwald           |           |                                                       |
| 1901                                     | 1910                      | Alfred Kellermann         |           |                                                       |
| 1910                                     | 1914                      | Georges Klasterer         |           |                                                       |
| 1914                                     | 1918                      | Émile Hirn                |           |                                                       |
| 1918                                     | 1919                      | Georges Klasterer         |           |                                                       |
| 1919                                     | 1925                      | Virgile Sigwald           |           |                                                       |
| 1925                                     | mars 1959                 | Charles Sigwald           |           |                                                       |
| mars 1959                                | 1967                      | Paul Mathis               |           |                                                       |
| 1967                                     | mars 1989                 | Robert Linck              |           |                                                       |
| mars 1989                                | juin 1995                 | Marie-Paule Debès-Sigwalt | UDF       | Avocate                                               |
| juin 1995                                | mars 2008                 | François Basch            | UDF       | Médecin                                               |
| mars 2008                                | En cours (au 31 mai 2020) | Patrick Barbier           | EÉLV → LÉ | Conseiller pédagogique Réélu pour le mandat 2020-2026 |

## Population et société

### Démographie
L'évolution du nombre d'habitants est connue à travers les recensements de la population effectués dans la commune depuis 1793. Pour les communes de moins de 10 000 habitants, une enquête de recensement portant sur toute la population est réalisée tous les cinq ans, les populations de référence des années intermédiaires étant quant à elles estimées par interpolation ou extrapolation. Pour la commune, le premier recensement exhaustif entrant dans le cadre du nouveau dispositif a été réalisé en 2005.

En 2022, la commune comptait 2 288 habitants, en évolution de +13,1 % par rapport à 2016 (Bas-Rhin : +3,17 %, France hors Mayotte : +2,11 %).
| 1793  | 1800  | 1806  | 1821  | 1831  | 1836  | 1841  | 1846  | 1851  |
| ----- | ----- | ----- | ----- | ----- | ----- | ----- | ----- | ----- |
| 1 358 | 1 283 | 1 478 | 1 652 | 1 944 | 2 119 | 2 102 | 2 261 | 2 359 |

| 1856  | 1861  | 1866  | 1871  | 1875  | 1880  | 1885  | 1890  | 1895  |
| ----- | ----- | ----- | ----- | ----- | ----- | ----- | ----- | ----- |
| 2 278 | 2 298 | 2 240 | 2 172 | 2 031 | 2 084 | 2 102 | 2 129 | 2 033 |

| 1900  | 1905  | 1910  | 1921  | 1926  | 1931  | 1936  | 1946  | 1954  |
| ----- | ----- | ----- | ----- | ----- | ----- | ----- | ----- | ----- |
| 1 957 | 1 939 | 1 871 | 1 686 | 1 618 | 1 503 | 1 489 | 1 418 | 1 359 |

| 1962  | 1968  | 1975  | 1982  | 1990  | 1999  | 2005  | 2006  | 2010  |
| ----- | ----- | ----- | ----- | ----- | ----- | ----- | ----- | ----- |
| 1 383 | 1 450 | 1 559 | 1 629 | 1 651 | 1 719 | 1 870 | 1 877 | 1 922 |

| 2015  | 2020  | 2022  | - | - | - | - | - | - |
| ----- | ----- | ----- | - | - | - | - | - | - |
| 2 026 | 2 198 | 2 288 | - | - | - | - | - | - |

L'apogée démographie du bourg moderne semble se placer vers 1850. Le recensement de 1851 compte 2 359 habitants. Le déclin démographique s'impose, activé par un exode rural qui s'accroît vers 1880. Les tisserands sont frappés cruellement par la misère pendant les crises textiles de la Belle Époque. Avec 1 957 habitants en 1900 puis 1 486 habitants en 1936, la commune abrite une population rurale vieillie, qui participera en grande partie à l'exode de 1940. L'essor de 1946 semble alors spectaculaire, la population bondit en une année de 45 % avec le retour des réfugiés, un dynamisme démographique se pérennise et avec l'apport conséquent de l'immigration dès 1962, la commune malgré les mutations agricoles désastreuses remonte sensiblement à 1 629 habitants en 1982.

## Culture locale et patrimoine

### Lieux et monuments

#### Église protestante
L'église catholique Saint-Urbain[Lequel ?] est citée dès le XIIe siècle. Elle devint protestante en 1576 à la suite de la Réforme de la famille noble des Rathsamhausen propriétaire du village. Elle conserve encore aujourd'hui un clocher en partie gothique du XIIIe siècle et un chœur voûté à chevet polygonale reconstruit dans le style du XIVe siècle, mais beaucoup plus récent, terminé par une abside soutenue par de solides et puissants contreforts et montrant une baie axiale qui s'élargit à trois lancettes sous réseau, ce dernier ensemble étant bien du XIVe siècle et XVe siècle. Viennent s'ajouter à ces éléments romano-gothiques plus ou moins anciens, une nef baroque datant de 1733 lors de la reconstruction de l'église. Le simultaneum, instauré en 1687, prend fin en 1892, lorsque les paroissiens catholiques, toujours minoritaires dans la commune, bâtissent leur propre église.

#### Église catholique Saint-Urbain
En 1687, la paroisse de Muttersholtz adopte le simultaneum comme le prévoit d'ailleurs un décret de Louis XIV désirant favoriser la religion majoritaire dans son royaume de France. En 1892, avec l'édification d'une église catholique à Muttersholtz, la pratique du simultaneum prend fin.

#### Ancienne synagogue
Aujourd'hui, la synagogue en elle-même n'existe plus, mais le bâtiment a été transformé en salle de gymnastique où les élèves de primaire de l'école de Muttersholtz allaient pour les cours de gymnastique. Cette salle est aussi utilisée par la musique écho de Muttersholtz lors de ses représentations, par l'E.M.I.R pour ses auditions, par la troupe de comédiens (rire académie), etc.

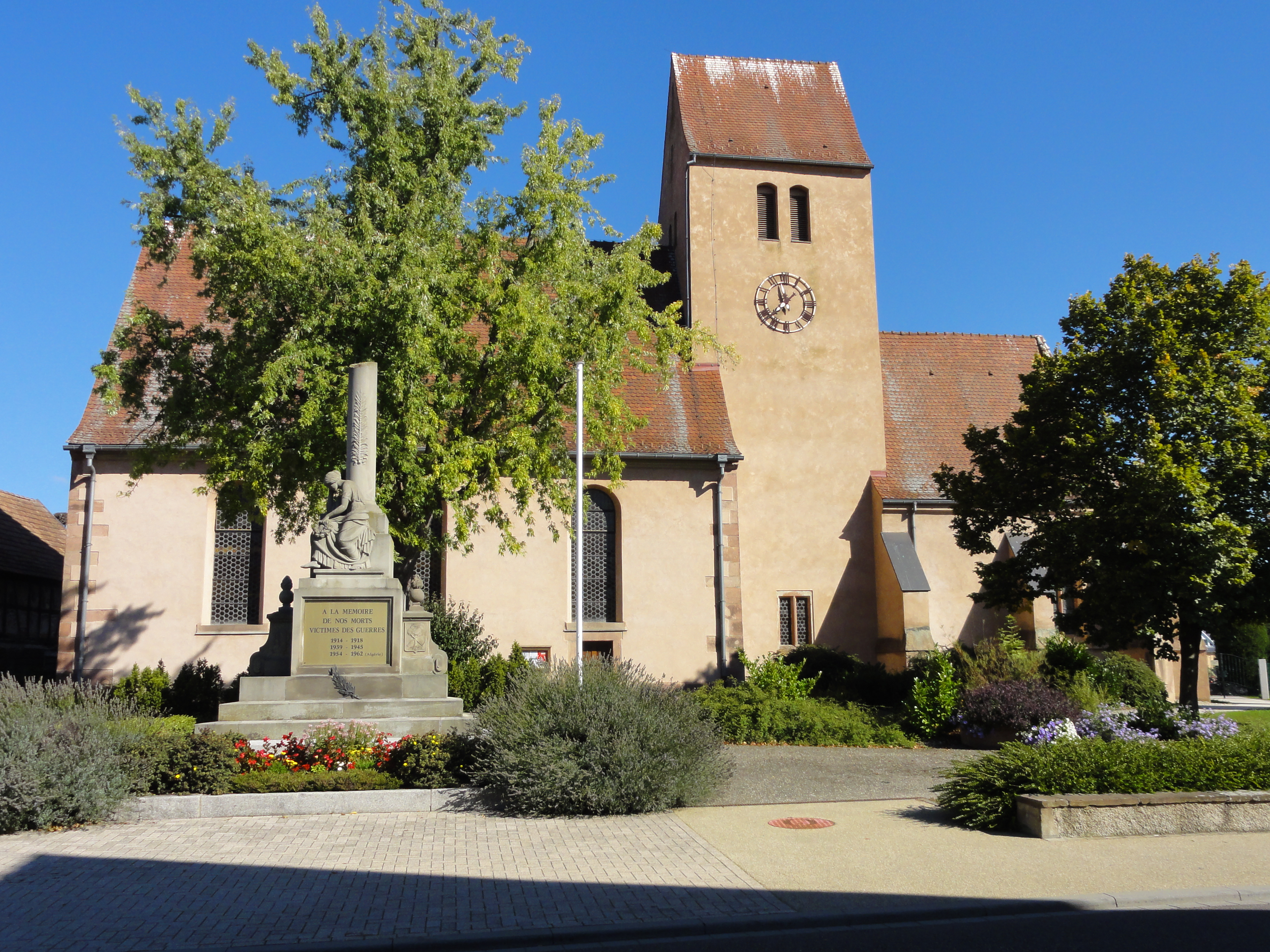
Église protestante (XIIIe au XVIIIe).
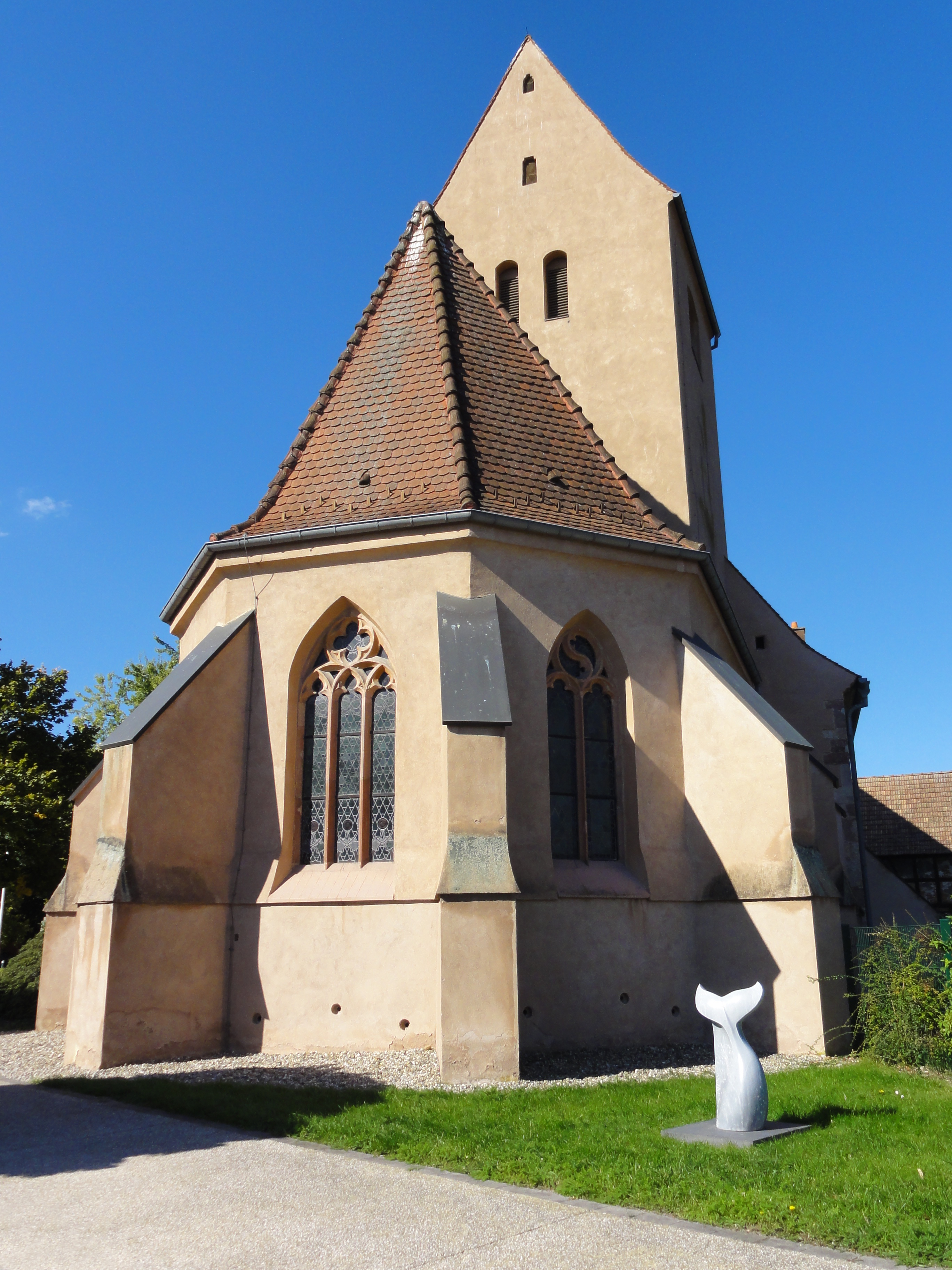
Chevet gothique de l'église protestante.
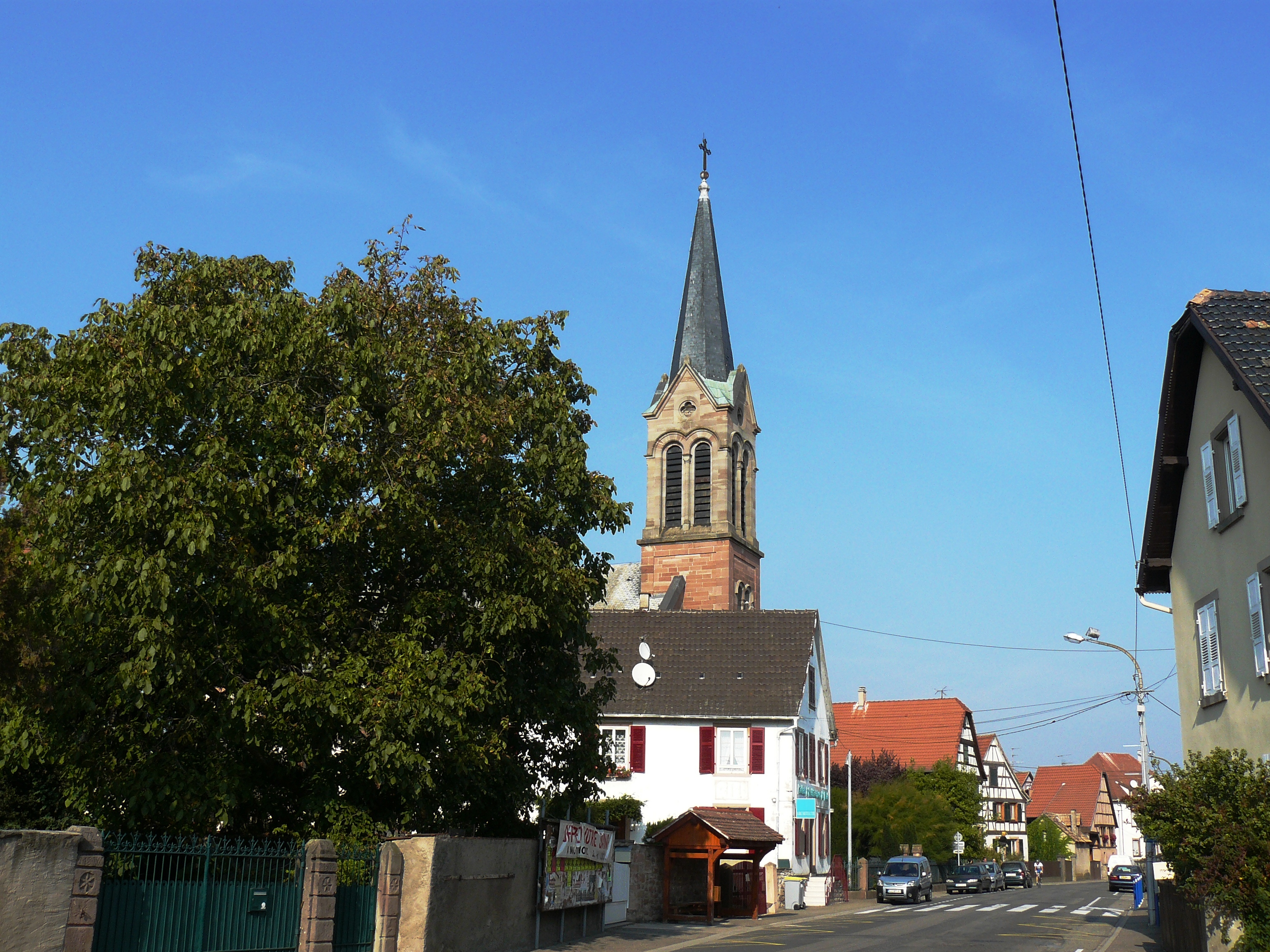
Église catholique Saint-Urbain (1892).
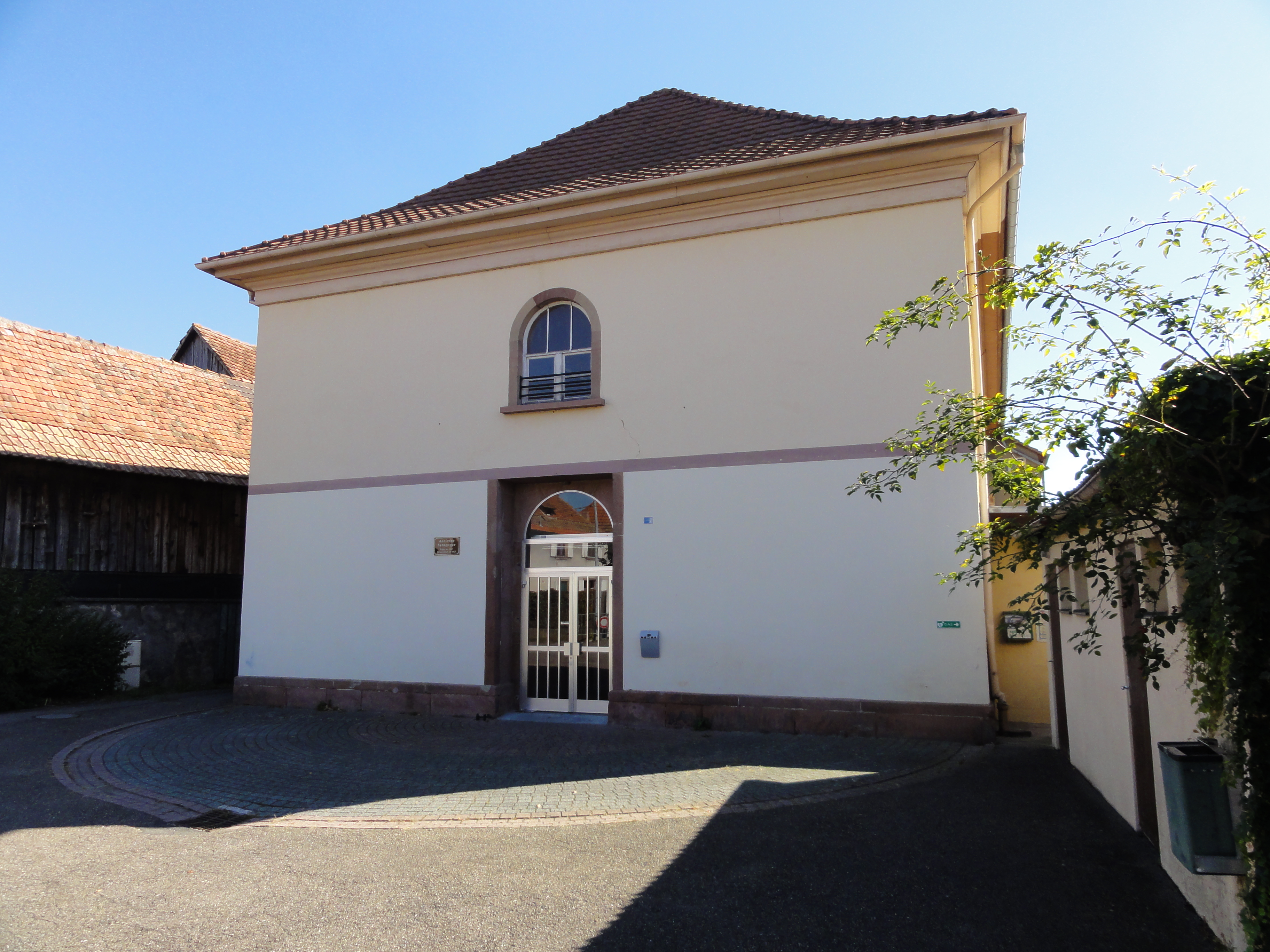
Ancienne synagogue (1838), actuellement salle de sport, 4 rue des Tilleuls.

#### Maison duXVIIesiècle
Sur la route d'Hilsenheim on peut apercevoir une maison du XVIe siècle avec un balcon en forme de colombage non rempli avec comme motif une chaise curule, qui témoigne que l'édifice appartenait à un notable. Le balcon est également orné d'un losange barré, symbole de la fécondité. Le bâtiment est coiffé d'un très long toit qui descend jusqu'au rez-de-chaussée.

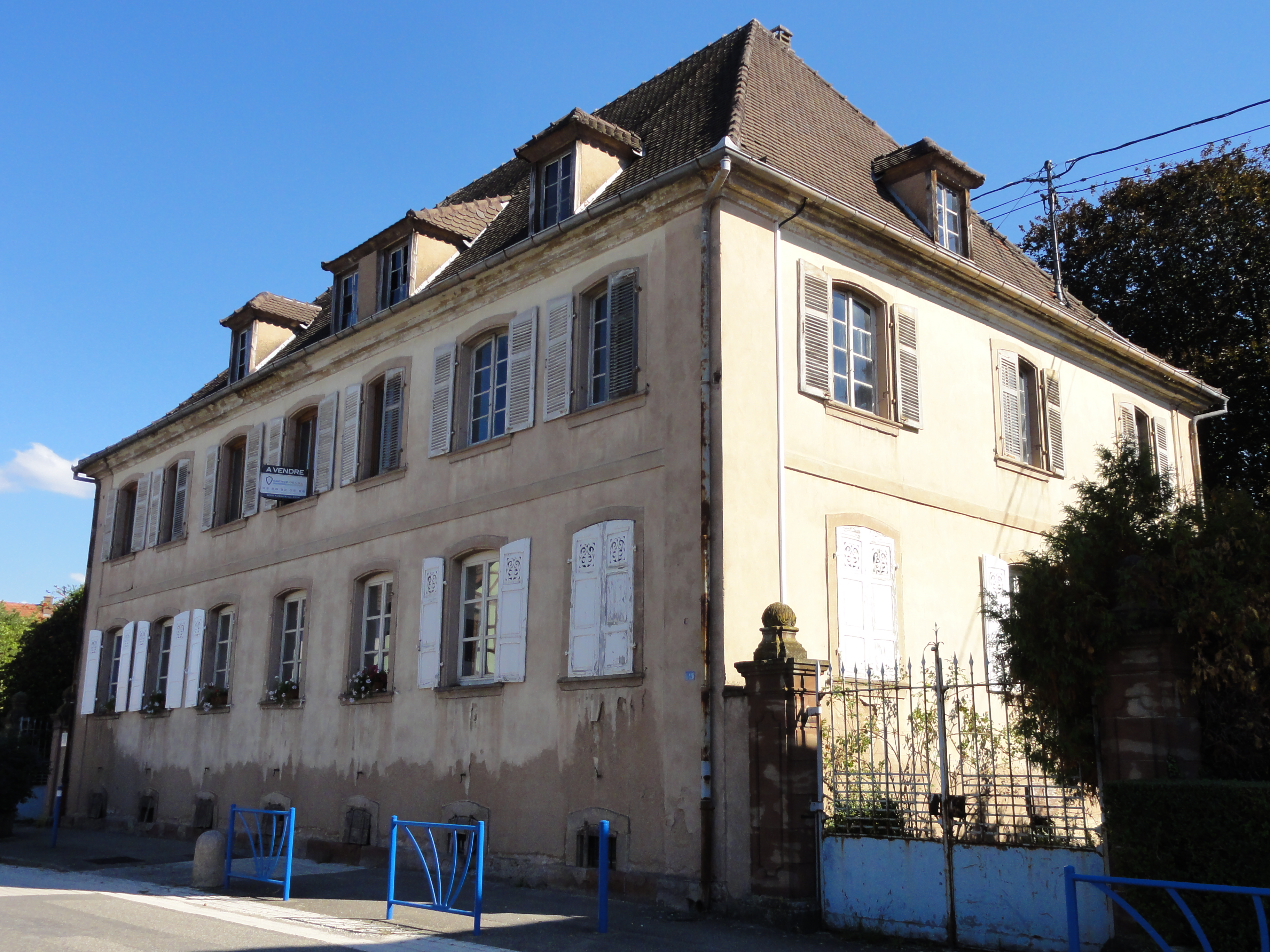
Maison de notaire (XVIIIe-XIXe), 14 rue de Hilsenheim.
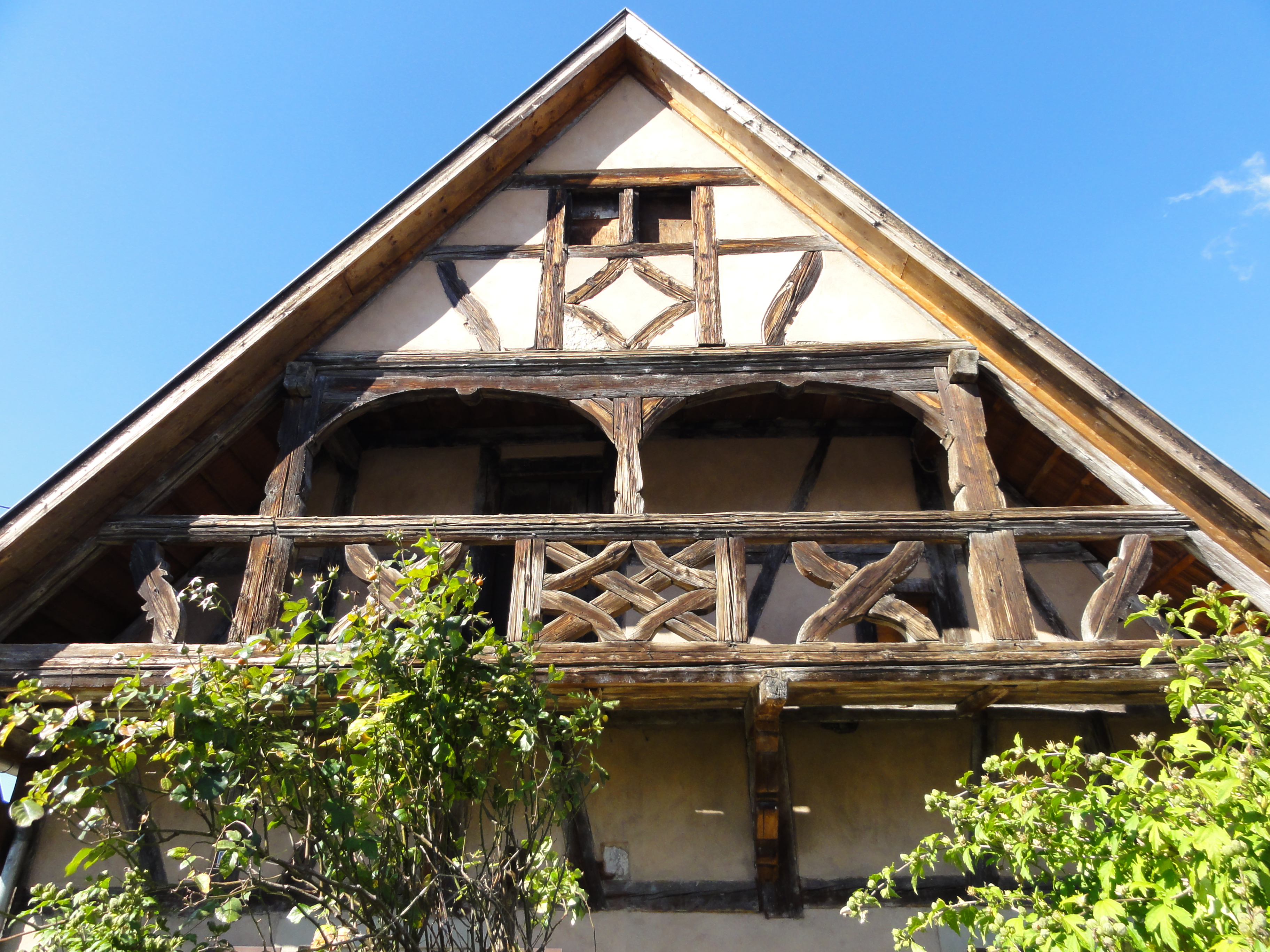
Ferme (XVIIe-XVIIIe), 13 rue de Hilsenheim.
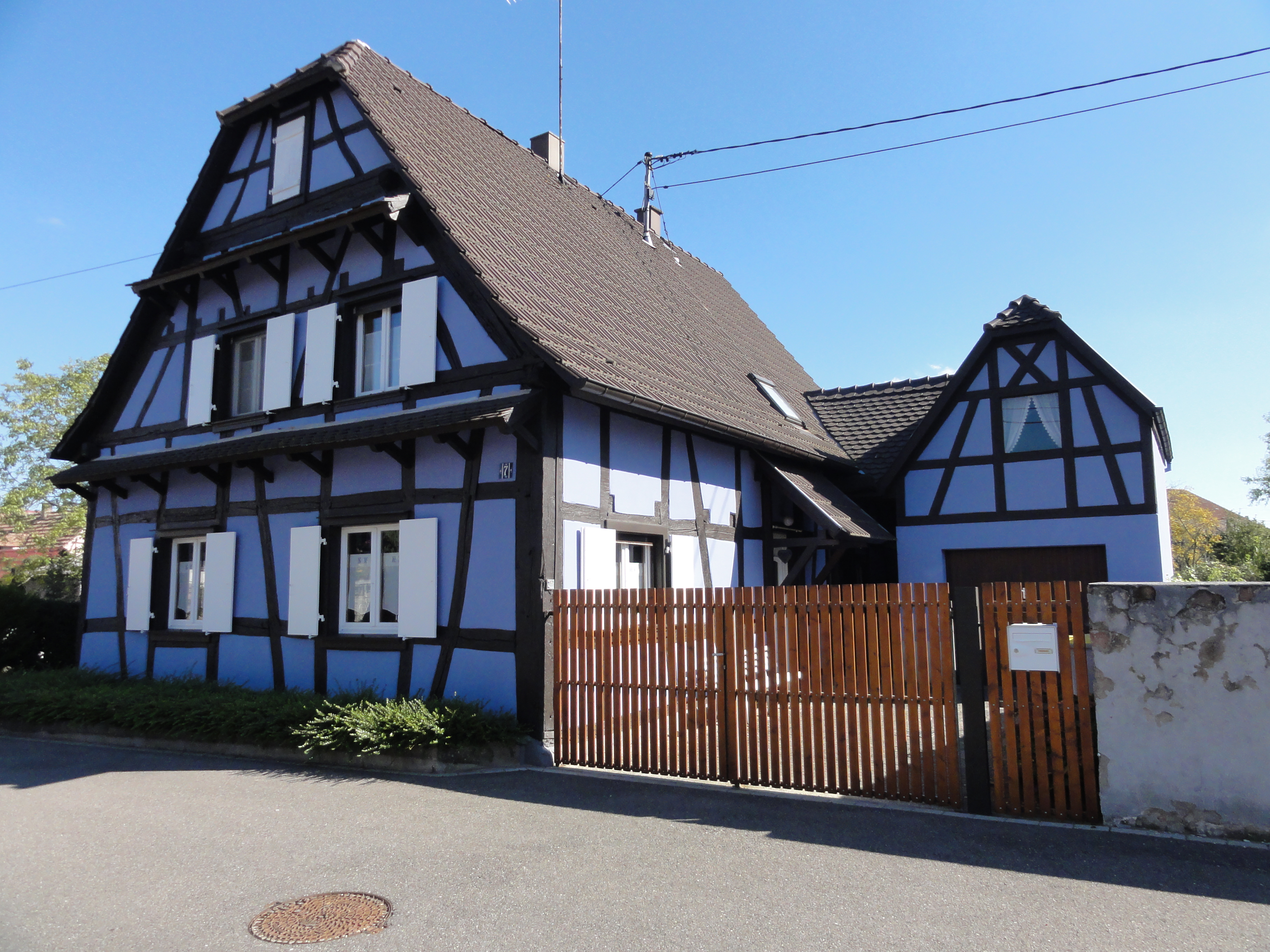
Ferme (1729), 7 rue Langert.
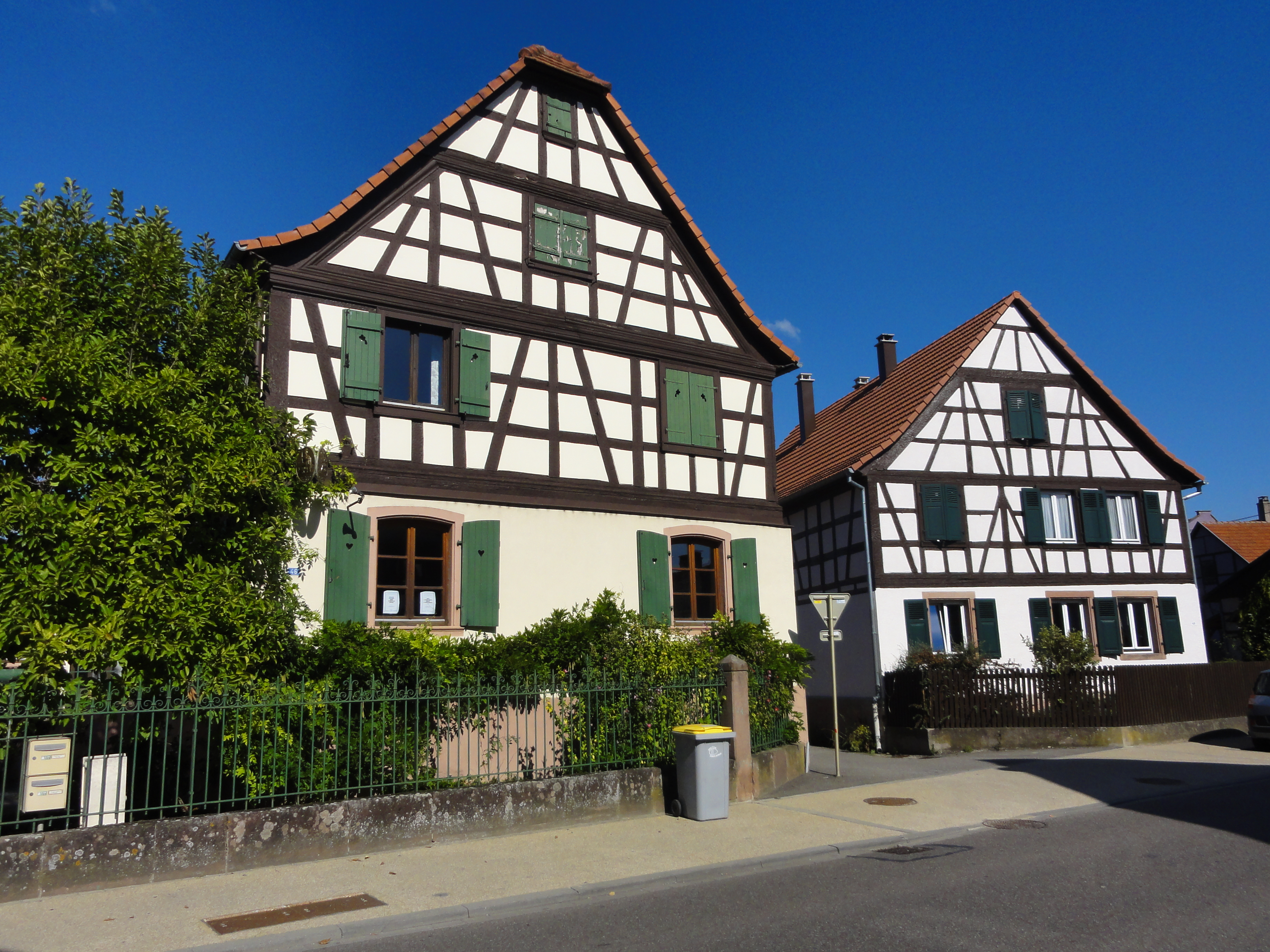
Ferme (1820), 46 rue Welschinger.
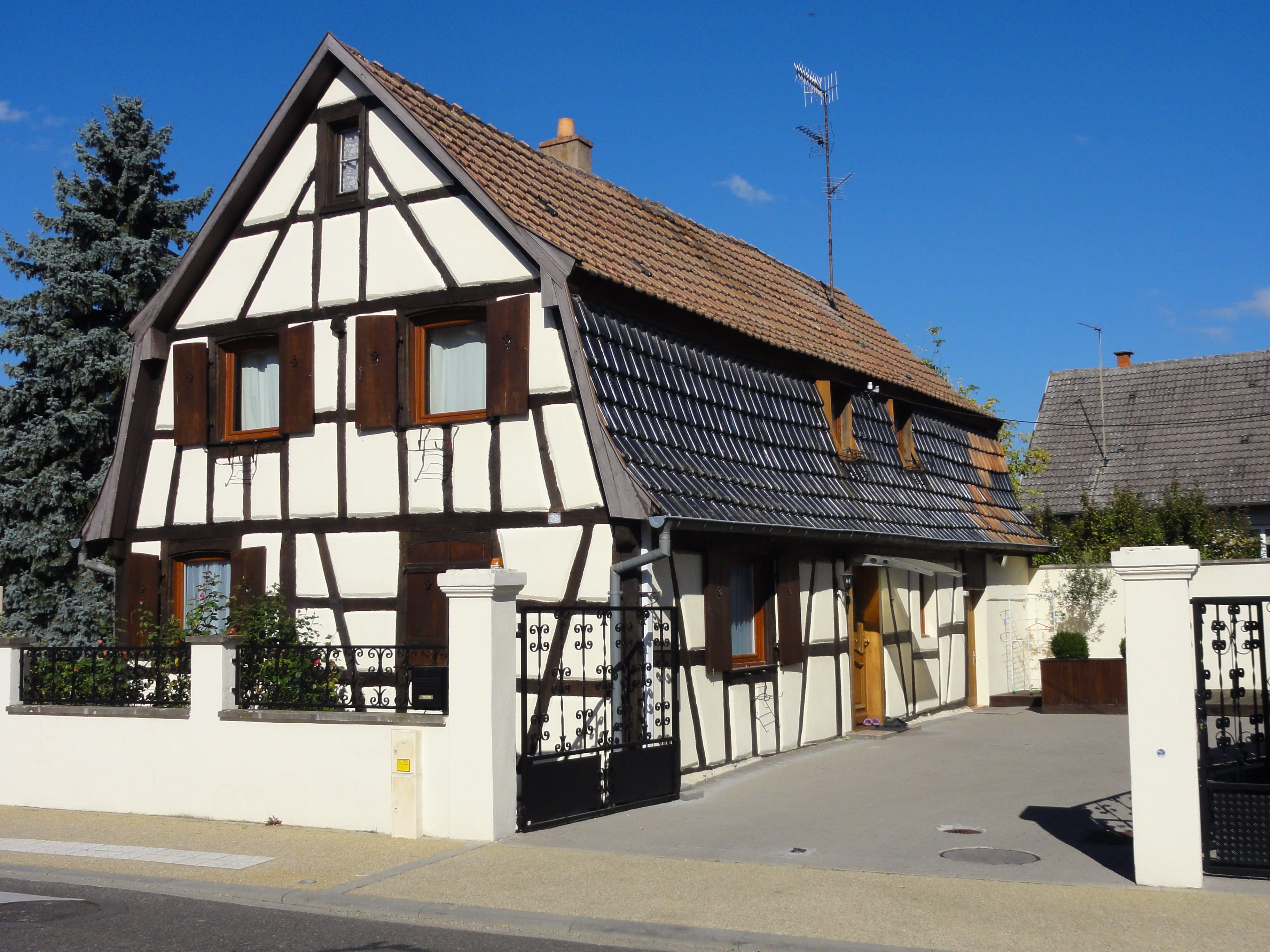
Ferme (XVIIIe-XIXe), 26 rue de Wittisheim.
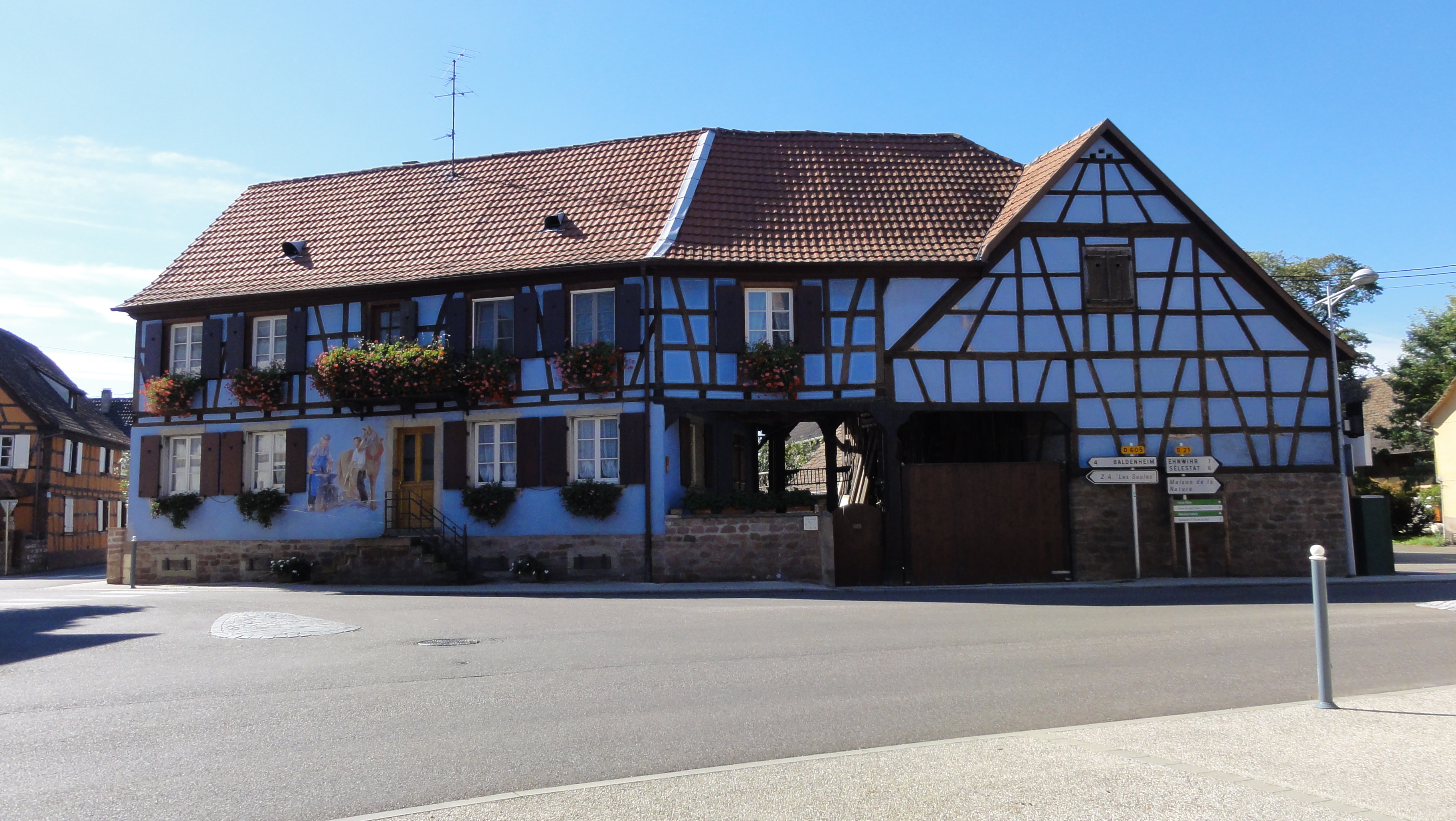
Ferme (XIXe), 36 rue Welschinger.
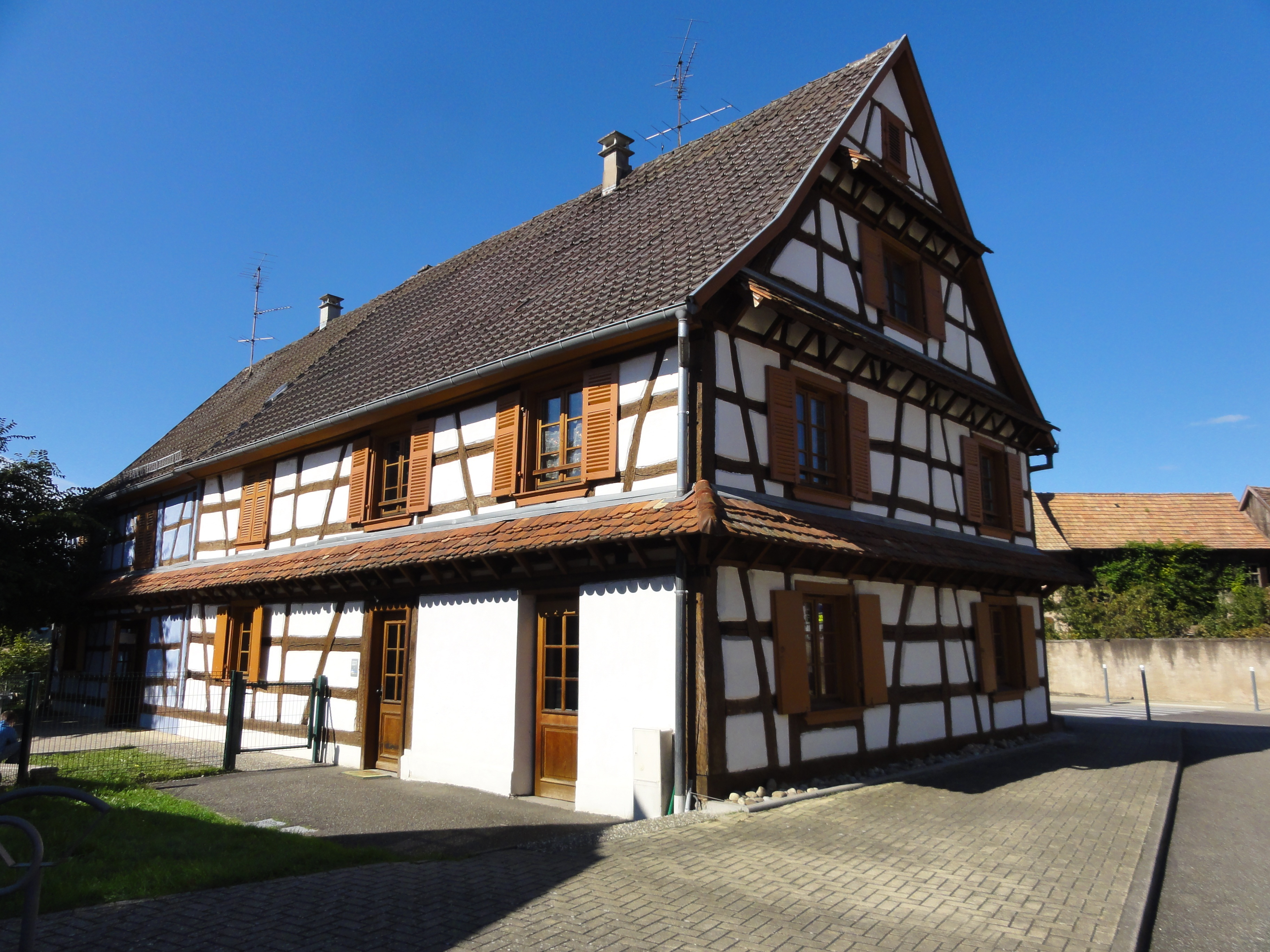
Maison, 2 square Mathis.

#### Stèle du «B-24 Liberator»
Érigé à la mémoire de l'équipage du Consolidated B-24 Liberator no 42-52411 abattu le 28 mars 1944.

### Environnement
La commune dispose d'une Maison de la nature, il s'agit de l'une des premières créées en France avec le concours du Fonds français pour la nature et l'environnement (Journal L'Alsace, 20 mai 2011). Ce laboratoire de terrain, né de l'initiative régionale et soutenue par une volonté ministérielle, dans le cadre de la "qualité de la vie" a été conçu en premier lieu par les acteurs scientifiques, écologistes et biologistes alsaciens comme un instrument de la sauvegarde paysagère et écologique, en utilisant notamment les indicateurs de l'avifaune corrélée à la petite faune globale des milieux humides qu'il fallait protéger de manière urgente, ici dans cette emblématique contrées riediennes. Il implique surtout une action éducative en matière d'environnement.
Quelques prairies du Grand Ried déjà largement atteintes par une sévère anthropisation moderne, en dépotoir, en friche ou menacée par la maïsiculture intensive, ont pu être préservées notamment valorisées par un retour ou un plus rare maintien de la gestion agro-pastorale raisonnée, amenant à la préservation de la « tomme du Ried », un des anciens fromages locaux, en quelque sorte réinventé.
Des opérations de gestion restauratoire de cours d'eau et de restauration d'une mini-centrale hydroélectrique… et de corridor écologique (avec la LPO en Région Alsace, dans leur travail en faveur de la restauration d'une Trame verte et bleue) contribuent au maintien d'une certaine biodiversité et d'éléments écopaysagers de qualité.
En 2012, des premiers travaux de restauration de « micro-habitats » contribuant à la trame verte et bleue ont été mis en œuvre, déclinaison locale du réseau écologique paneuropéen, mais aussi contribution à un progrès vers le bon état écologique imposé par la directive cadre sur l'eau et encouragé par le SRCE.
En 2015, la commune est lauréate de l'appel à initiatives Territoires à Énergie Positive pour la Croissance Verte (TEPCV). Le maire de Muttersholtz Patrick Barbier et la ministre de l'environnement Ségolène Royal ont dans ce cadre signés le 8 juillet 2015 une convention financière incluant une subvention de 500 000 € de la part du ministère de l’Environnement pour financer des actions d’efficacité énergétique et de sensibilisation à l'environnement. L’aide TEPCV permet par exemple de subventionner à hauteur de 275 000 € la construction du nouveau gymnase, initialement prévu bâtiment basse consommation (BBC) et qui sera un bâtiment à énergie positive (BEPOS) grâce à l'aide, et elle est nommée « Capitale française de la biodiversité » par l’UICN pour l’année 2017, car jugée par l'UICN « pionnière en matière d’éducation à la nature, elle conduit une politique de maîtrise foncière et de restauration de la trame verte et bleue sur son territoire rural, y compris par le maintien ou l’accueil d’activités économiques liées à la nature et au paysage (vergers et pressoir, génie écologique…) et l’écoconstruction ; sa Maison de la Nature en est une bonne illustration » ; la commune a rendu ses zones humides et forêts urbaines et périurbaines inconstructibles, a interdit tout remblai en zone agricole et naturelle et a fait reculer  de 6 mètres la constructibilité le long des cours d’eau (pour la conservation de la trame bleue) et des emplacements réservés aux continuités écologiques ont été protégés, notamment en zone céréalière.

### Personnalités liées à la commune
- Johann Ludwig Adam, connu sous le nom de Jean-Louis Adam (1758-1848), musicien, professeur de piano au Conservatoire de Paris et compositeur de talent (son fils Adolphe a également atteint une certaine notoriété sous le Second Empire).
- Henri Welschinger (1846-1919), historien, membre de l'Académie des sciences morales et politiques.
- Jean-Paul de Dadelsen (1913-1957), poète, essayiste et écrivain de langue française, parfois surnommé le « Camus alsacien ».

### Héraldique
| Blason de Muttersholtz | Blason  | De gueules au chêne arraché au naturel, à la houlette et à la gaffe d'argent, emmanchées d'or, passées en sautoir, brochant sur le fût de l'arbre. |
| Blason de Muttersholtz | Détails | |